# Корюківська міська територіальна громада
Корюківська міська територіальна громада — територіальна громада в Україні, в Корюківському районі Чернігівської області. Адміністративний центр — місто Корюківка.
Площа громади — 606,95 км², населення — 17 273 мешканці (2018).
Утворена 3 жовтня 2016 року шляхом об'єднання Корюківської міської ради та Брецької, Будянської, Забарівської, Наумівської, Рейментарівської, Сядринської, Тютюнницької та Хотіївської сільських рад Корюківського району.
Відповідно до розпорядження Кабінету Міністрів України № 730-р від 12 червня 2020 року «Про визначення адміністративних центрів та затвердження територій територіальних громад Чернігівської області», до складу громади були включені території Білошицько-Слобідської, Домашлинської, Олександрівської, Охрамієвицької, Перелюбської, Прибинської, Рибинської, Савинківської та Шишківської сільських рад Корюківського району .

## Населені пункти
До складу громади входять 1 місто (Корюківка), 2 селища (Голубівщина, Довга Гребля) і 63 села: Андроники, Баляси, Бешківка, Білошицька Слобода, Богдалівка, Бреч, Буда, Будище, Бурківка, Верхолісся, Високе, Воловики, Гуринівка, Гутище, Домашлин, Журавлева Буда, Забарівка, Заляддя, Кирилівка, Костючки, Костянтинівка, Кугуки, Лебіддя, Лісове, Лубенець, Луковець, Лупасове, Майбутнє, Маховики, Наумівка, Нова Буда, Нова Гуринівка, Новоселівка, Озереди, Олександрівка, Олійники, Охрамієвичі, Парастовське, Переділ, Перелюб, Петрова Слобода, Піски, Прибинь, Рейментарівка, Рибинськ, Романівська Буда, Рудня, Савинки, Самотуги, Самсонівка, Сахутівка, Соснівка, Спичувате, Стопилка, Сядрине, Тельне, Трудовик, Турівка, Тютюнниця, Ховдіївка, Хотіївка, Шишка та Шишківка.